# Gornja Trepča, Nikšić
Gornja Trepča este un sat din comuna Nikšić, Muntenegru. Conform datelor de la recensământul din 2003, localitatea are 54 de locuitori (la recensământul din 1991 erau 75 de locuitori).

## Demografie
În satul Gornja Trepča locuiesc 46 de persoane adulte, iar vârsta medie a populației este de 47,2 de ani (46,5 la bărbați și 47,9 la femei). În localitate sunt 18 gospodării, iar numărul mediu de membri în gospodărie este de 3,00.
|  |

| Demografie | Demografie | Demografie |
| An         | Locuitori  | Locuitori  |
| ---------- | ---------- | ---------- |
|            |            |            |
|            |            |            |
|            |            |            |
|            |            |            |
| 1948       | 239        |            |
| 1953       | 232        |            |
| 1961       | 203        |            |
| 1971       | 181        |            |
| 1981       | 101        |            |
| 1991       | 75         | 75         |
| 2003       | 54         | 54         |

| \| Componența etnică conform recensământului din 2003[2] \| Componența etnică conform recensământului din 2003[2] \| Componența etnică conform recensământului din 2003[2] \| Componența etnică conform recensământului din 2003[2] \| Componența etnică conform recensământului din 2003[2] \| \| ----------------------------------------------------- \| ----------------------------------------------------- \| ----------------------------------------------------- \| ----------------------------------------------------- \| ----------------------------------------------------- \| \| \| \| \| \| \| \| Muntenegreni \| Muntenegreni \| \| 42 \| 77,77% \| \| Sârbi \| Sârbi \| \| 5 \| 9,25% \| \| necunoscută \| necunoscută \| \| 0 \| 0% \| |              |  |    |        |
| Componența etnică conform recensământului din 2003 |              |  |    |        |
| |              |  |    |        |
| Muntenegreni | Muntenegreni |  | 42 | 77,77% |
| Sârbi | Sârbi        |  | 5  | 9,25%  |
| necunoscută | necunoscută  |  | 0  | 0%     |